# Reloj de Gobernación

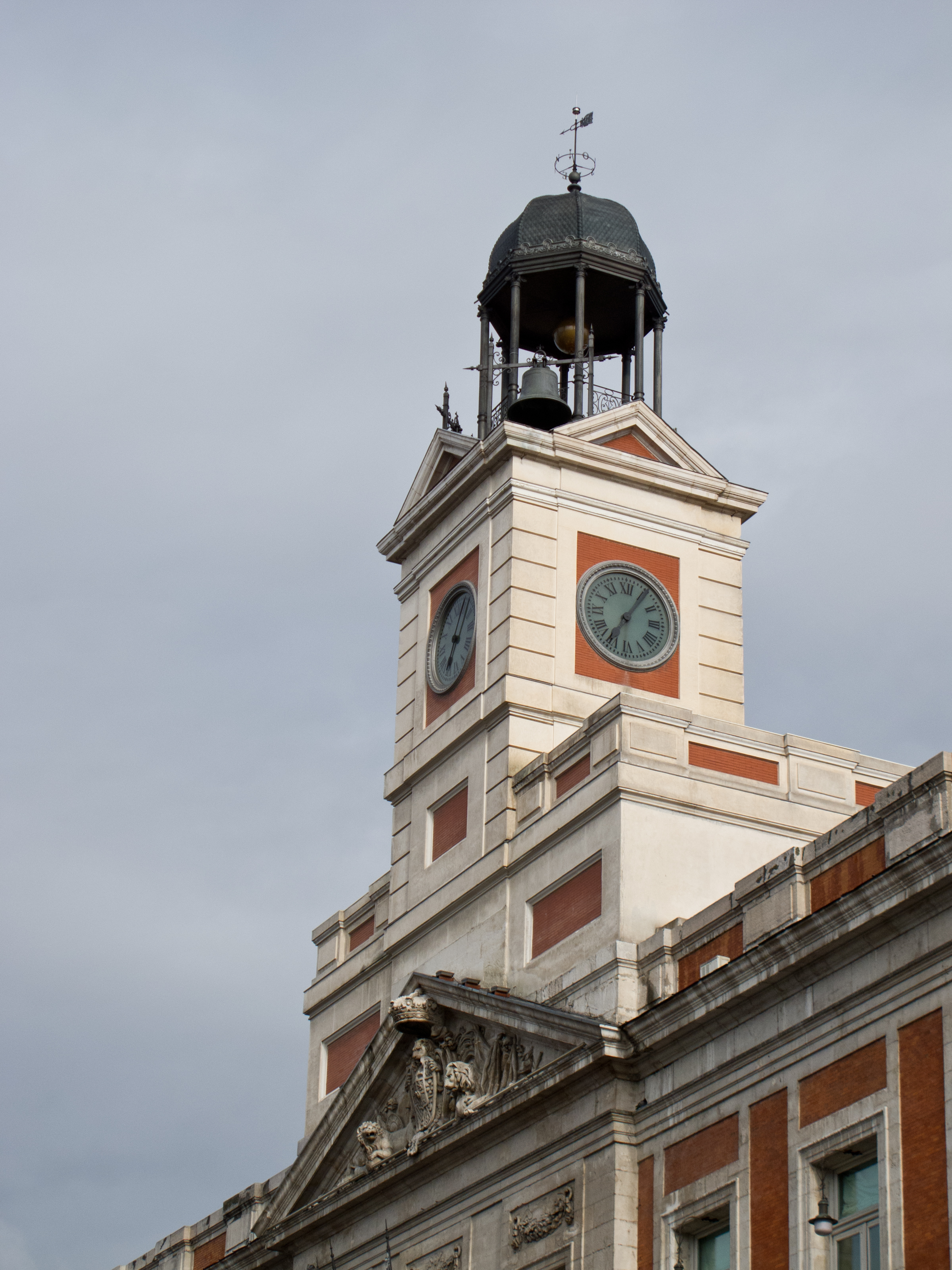
Puerta de Sol, Madrid.

El Reloj de Gobernación (a veces también conocido como Reloj de la Puerta del Sol) es un reloj de torre colocado en un templete sobre la Casa de Correos en la Puerta del Sol. Fue inaugurado el 19 de noviembre de 1866 por la reina Isabel II, día que se cumplía 33 años de la primera proclamación como reina (erróneamente se dice que fue el día de su cumpleaños, 10 de octubre de 1830, pero no es así). El reloj fue obra del relojero leonés afincado en Londres José Rodríguez Losada que donó gratuitamente la maquinaria al Ayuntamiento de Madrid. El reloj, tras haber pasado ya un siglo y medio funcionando en perfecto estado, continúa dando las campanadas cada año en el ritual de las doce uvas.

## Historia

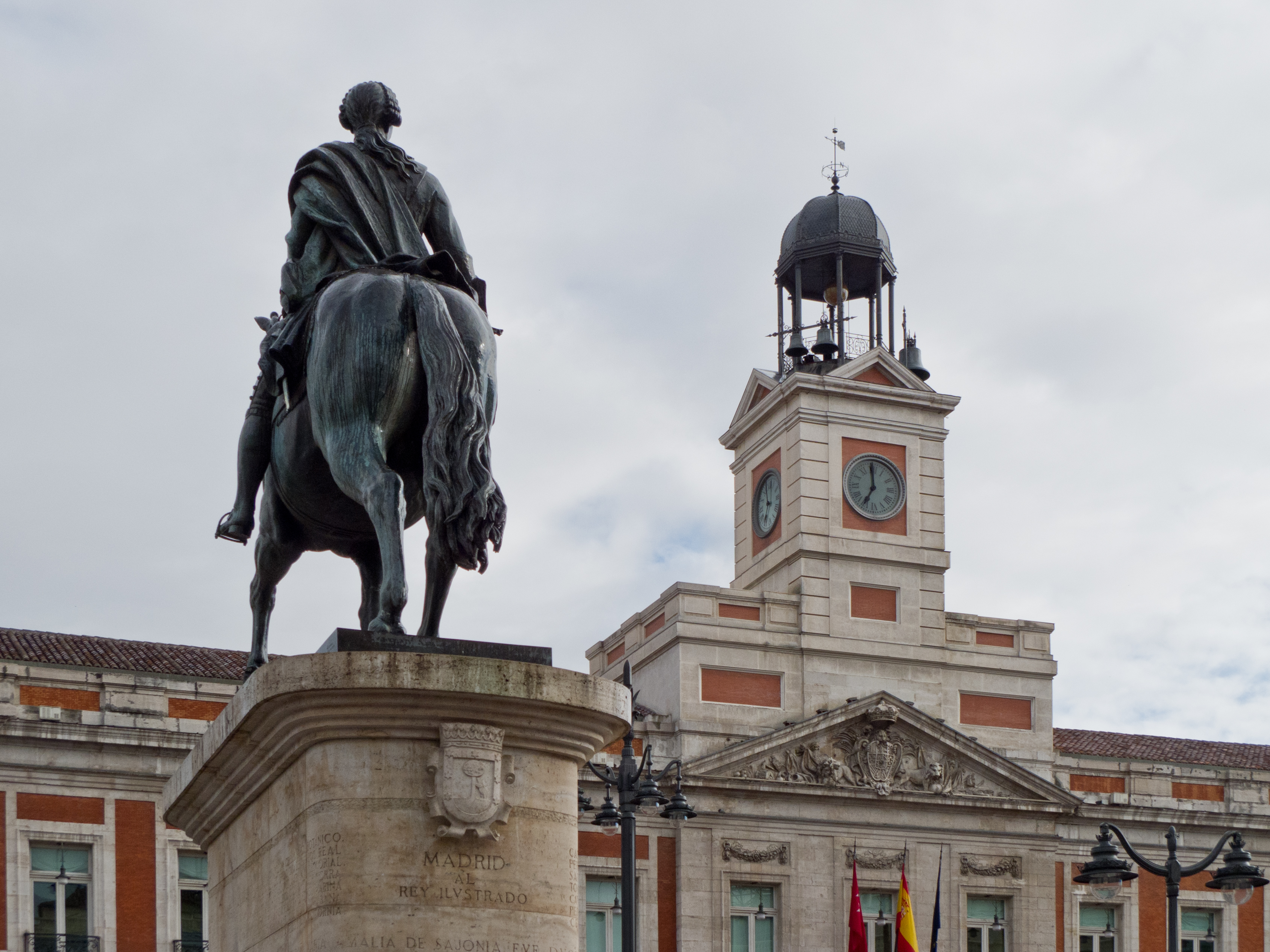
La estatua ecuestre de Carlos III frente al reloj.

En 1863 el relojero leonés José Rodríguez Losada (conocido simplemente por el apodo Losada) que había construido cronómetros marinos de precisión para la Armada Española decidió reunirse con las autoridades municipales de la época y donó gratuitamente la maquinaria de un nuevo reloj más preciso que substituyera al viejo e impreciso reloj de gobernación. Tres años tardó en construir el nuevo reloj y finalmente el 19 de noviembre de 1866 el nuevo reloj fue inaugurado por Isabel II como conmemoración de su primera proclamación como reina. Al principio, funcionaba muy mal, y por esto, los madrileños idearon unas coplas que decían así: Un maño con desparpajo/le cantaba a un madrileño/este reloj es espejo/del Gobierno que hay debajo. La campana del reloj posee una dedicatoria. No es el único que fuera obra del relojero Losada, hubo también relojes de torre del Ministerio de Fomento, el ubicado en la Catedral de Málaga (1868), donado por Juan Larios, el reloj-farola de Jerez de la Frontera, el llamado "péndulo grande" del Colegio Naval de San Fernando, en Cádiz, entregado en 1859, el del Ayuntamiento de Sevilla, el del Colegio de los Escolapios de Getafe y el instalado en la puerta del Arsenal de Cartagena en febrero de 1866. El reloj fue colocado bajo un modesto templete sobre el techo del edificio en 1867. Algunos autores señalan que el reloj no es obra de Losada.
Durante la guerra civil española durante la defensa de Madrid la Puerta del Sol fue testigo de varios bombardeos, en una ocasión se produjeron daños en la torreta que afectaron a las esferas del reloj. Ya durante el periodo de posguerra las señales horarias del reloj eran emitidas por Radio Nacional de España como referencia horaria en los diarios hablados. En el año 1952 el embajador de Venezuela mediante propuesta del Ayuntamiento de Caracas hizo una oferta al Ayuntamiento de Madrid para comprar el reloj, pero finalmente no se llegó a un acuerdo.
Las primeras campanadas que se televisaron fueron en diciembre de 1962. En los años sesenta vigilaba su mantenimiento diario el relojero Don Pío Gabín. En la Nochevieja de 1989, la locutora de Televisión Española Marisa Naranjo se equivocó y anunció como cuartos lo que en realidad ya eran las campanadas. De esta forma, involuntariamente, dejó a muchos los españoles sin poder tomar las uvas. Al día siguiente, la noticia apareció en todos los medios de comunicación. Hoy en día, aún se recuerda ese famoso gazapo televisivo. Durante el periodo que va desde enero a diciembre de 2008 el reloj permaneció en parada para su revisión y mantenimiento. Desde finales del siglo XX Jesús López-Terradas es uno de los maestros relojeros de la Casa Losada encargado de la supervisión y funcionamiento de la maquinaria.

## Características
Una de sus características de la precisión con la que indica el avance del tiempo es el tipo de escape que posee su maquinaria, si el batido del péndulo de un reloj de sus características es de un segundo, en el reloj de Losada es de dos. El escape es de tipo Shelton y consiste en una áncora que está acoplada a una rueda de escape especial en forma de jaula de 30 dientes que impide el retroceso de la rueda. Este tope evita el retroceso y con ello la maquinaria posee una gran precisión. Si hubiese tal retroceso el tiempo que dura se pierde en la cuenta que hace la maquinaria. Es por esta razón por la que el reloj de la Puerta del Sol, gracias al avance continuo debido a este escape, sólo se retrasa cuatro segundos al mes.
La autonomía de funcionamiento de la maquinaria es de una semana. Está diseñado de tal forma que cualquiera de sus piezas se puede desarmar sin tener que desmontar el reloj. Un elemento que le proporciona precisión es la longitud del péndulo de la maquinaria del reloj mide 3 metros.

### Sonería
La maquinaria de sonería del reloj marca las horas y los cuartos de hora, y cada hora completa un ciclo de cuatro cuartos de sonería. Así, cada hora marca con un número de campanadas sucesivas la hora correspondiente (a las dos toca dos veces, a las cuatro suenan cuatro campanadas horarias), mientras la sonería de cuartos hace que cada quince minutos suene un par de campanadas sucesivamente, es decir que a la hora y cuarto suena un toque de dos campanadas de cuartos, cuando da la hora y media suenan dos toques de dos campanadas cada uno, a la hora y tres cuartos, tres toques de dos campanadas, y, por fin, cuando se completa otra hora entera, suenan cuatro toques de dos campanadas cada uno y a continuación las campanadas de la nueva hora que, si son las doce, serán doce campanadas. Un ejemplo de secuencia de campanadas es:
1. 11:15 - un toque de dos campanadas: (, ) - Un total de dos campanadas
2. 11:30 - dos toques de dos campanadas: (, ), (, ) - Un total de cuatro campanadas
3. 11:45 - tres toques de dos campanadas: (, ), (, ), (, ) - Un total de seis campanadas
4. 12:00 - cuatro toques de dos campanadas:(, ), (, ), (, ), (, ) - Un total de ocho campanadas que completan los cuartos y campanadas que indican las horas.

- La primera campana (situada a la izquierda) que suena para dar los cuartos tiene una nota de Mi sostenido alto.
- La segunda campana (izquierda) que acompaña a la primera campana de los cuartos tiene una nota de Si bemol.
- La tercera campana (derecha) que da las horas tiene una nota de Mi bemol.
- La cuarta campana (interior del templete) es la que se encarga de hacer sonar la caída de la bola y tiene una nota de Do natural.

Esta característica particular de la maquinaria del reloj es la que suele dar lugar a confusiones en la celebración del ritual anual de las doce uvas. Los toques de los cuartos se producen a intervalo de un segundo. Los de las horas a tres. Al acabar la sonería de los cuatro cuartos (cuatro toques de dos campanadas) da lugar a las campanadas de la hora. La bajada de la bola se realiza unos 28 segundos antes de las doce de la noche del 31, la bola del reloj bajará para anunciar que el año está a punto de terminar.
En la actualidad el reloj posee un acondicionamiento tal que permite mantenerlo a una temperatura constante. La temperatura se mantiene constante durante los periodos calurosos de verano y los fríos de invierno.

## En la cultura
El reloj aparece en diversas representaciones culturales de la vida madrileña.
En la literatura aparecen numerosas referencias sobre el reloj, por regla general describiendo la famosa "bajada de bola" a media noche, entre algunas de las obras:
- En la novela San Camilo 1936 de Camilo José Cela hay una escena en la que desde un tejado de la calle de Carretas, Antonio Arévalo el novio de María Victoria, apunta con su fusil a la bola del reloj, dispara y no le da.
- El dramaturgo Jerónimo López Mozo en su obra "«El arquitecto y el relojero»" (2000) implementa su trama dentro del edificio de correos así como en los alrededores de la Puerta del Sol.[10]

- «El misterio de la Puerta del Sol» - Rodada por Francisco Elías en 1929, es considerada la primera película sonora del cine español, se rueda en la Puerta y se oyen los sonidos de la época. En la película se oyen las campanadas.

- Nacho Cano, exintegrante del grupo de música pop Mecano, compuso en su momento el tema titulado "Un año más" para el álbum "Descanso dominical" (℗ 1988), canción que describe el momento en que se producen los cuartos y luego las campanadas de la hora en punto del reloj de la Casa de Correos el día de Nochevieja.
- En el episodio "Las Uvas de la Ira", de Los Ladrones van a La Oficina", roban la Bola del Reloj de la Puerta del Sol, y un timador muy culto e instruido al que la policía recurre desvela datos del famoso monumento.